# Frank (Karl Neumann)
Frank ist ein Jugendroman des Schriftstellers Karl Neumann und gehört zu den meistgelesenen Jugendbüchern der DDR. Es stellt Neumanns Erstlingswerk dar und bildet den Auftakt zur Frank-Romantrilogie, dem die Romane Frank und Irene (1964) und Frank bleibt Kapitän (1982) folgten. Er wurde erstmals 1958 im Kinderbuchverlag Berlin veröffentlicht und erfuhr bis 1980 17 Auflagen. 1978 und 1981 folgte jeweils eine Auflage als Taschenbuch, in den 1980er Jahren gab es zwei weitere Ausgaben mit jeweils zwei Auflagen. 2004 legte der Kinderbuchverlag Leipzig den Roman neu auf. Der Roman wurde zudem ins Russische, Ukrainische, Tschechische, Slowakische, Ungarische und Lettische übersetzt und erschien in Moskau (1960), Kiew (1960), Prag (1961), Bratislava (1962), Budapest (1962) und Riga (1966). 1961 wurde Frank als Theaterstück am Theater der Jungen Garde in Halle (Saale) aufgeführt.
Der Roman gliedert sich in 28 benannte Kapitel. Er wird in dritter Person, aus einer auktorialen Erzählerperspektive erzählt. Der Anteil an wörtlicher Rede ist im Vergleich zu den beiden nachfolgenden Frank-Romanen eher gering. Er hat einen Umfang von 210 Seiten.
Der Roman wurde von Bernhard Nast illustriert. Er ist für Leser ab 12 Jahren empfohlen. Die Orts- und Personennamen seien laut dem Autor frei erfunden, jedoch weist vieles darauf hin, dass er für die Handlung des Romans seine Heimatstadt Eilenburg gewählt hat. Dafür sprechen die Lage beider Städte an der Mulde und die sich ähnelnden Ortsnamen. Auch treffen die Ortsbeschreibungen oftmals auf Eilenburg zu. 

## Inhalt
Frank Brinkmann ist nach dem Tod seiner Mutter mit seinen beiden jüngeren Geschwistern zu seiner Tante in die Stadt Eulenberg gekommen, da sein Vater auf einer weit entfernten Großbaustelle arbeitet. Dort hat er offensichtlich Probleme gehabt, sich in die Klassengemeinschaft einzugliedern, da er zu Beginn von den anderen gemieden und wegen seiner abgetragenen Kleidung Speckfrank genannt wird. Sein einziger Freund ist ein Junge namens Pepo. Eines Tages entdeckt Frank einen Baum, der am Flussufer der Mulde knapp vor dem Sturz ins Wasser steht. Mit dem zufällig vorbeikommenden Rolf Helfring – genannt Roller –, einem Mitschüler Franks, stürzt er den Baum ins Wasser. Sie benutzen den Stamm als Floß und fahren auf ein Wehr in Eulenberg zu. Sie können sich zwar retten, es aber nicht verhindern, dass der Baum gegen das Wehr stößt. Diese Begebenheit stellt die erste Annäherung zwischen beiden dar. 
Das Ansehen in seiner Klasse kann sich Frank durch eine Mutprobe erkämpfen. Er schafft es in Rekordzeit, das Wehr auf den Wehrbalken zu überqueren. Roller, der den Rekord zuvor hielt, wollte dies nicht hinnehmen und versuchte, diese Zeit zu schlagen. Als er sich auf die Wehrbalken begibt, taucht der bei den Kindern unbeliebte Wächter Edmund Krambusch („Schnüffel“) und sein Freund („Stoppelkalle“) auf und schneiden ihm den Weg ab. Roller fällt daraufhin das Wehr hinunter. Es gelingt ihm zwar, sich an einem Balken im Wasser festzuhalten, doch kommt er aus eigener Kraft nicht an das Ufer. Frank sieht am Ufer zwei Kanuten, er ergreift die Initiative und legt mit einem der Kanuten ab, um Roller zu retten, was ihnen gelingt. Roller organisiert daraufhin, dass die Kanuten im Hof des Hauses seiner Eltern übernachten können. Sie erzählen von ihrem Kanu und wecken das Interesse der Jugendlichen. Diese beschließen daraufhin, selbst ein Kanu zu bauen. Sie beginnen, Geld und Rohstoffe zu sammeln und holen Meinungen von Erwachsenen ein, von denen sie meist nicht ganz ernst genommen werden. Einen Unterstützer finden die Kanubauer später in ihrer jungen Klassenlehrerin Fräulein Trapp. 
Der Kanubau, der vom Erzähler sehr ausführlich und detailgenau beschrieben wird, hängt maßgeblich von Frank und Roller ab, die diesen immer weiter vorantreiben. Als die Tante Frank Geld abnimmt, das von der Gruppe für den Kanubau bestimmt war, flieht Frank mit Pepo von zu Hause. Sie wollen Franks Vater Simon Brinkmann auf der Großbaustelle besuchen. Dort angekommen, erzählt Frank die Zustände, unter denen er bei der Tante wohnt. Der Vater, der nicht schlecht verdient, beteuert, jeden Monat genügend Geld zu überweisen. Frank kann ihn überreden, nach Eulenberg zu kommen. Er merkt, dass sich die Tante auf seine Kosten bereichert hat und seine Kinder hat verkommen lassen. Er wirft die Tante aus dem Haus. Mit Frank, der Lehrerin und der Mutter der Mitschülerin Irene finden sie einen Weg, dass Frank allein mit den Kindern in Eulenberg bleiben kann, die Frauen übernehmen die Patenschaft für Franks kleinere Geschwister. 
Von da an geht der Bootsbau weiter. Mit Unterstützung des zuvor unbeliebten Edmund Krambusch, der gelernter Bootsbauer ist, stellen sie ihr Kanu fertig. Nach den Abschlussprüfungen nach der achten Klasse, die alle Schüler aus der Klasse bis auf Purzel – einem etwas untersetzten Mädchen – bestehen. Das danach anstehende Pionierlager wollen sie mit ihrem Kanu erreichen. Purzel, die als einzige nicht schwimmen und damit nicht im Kanu mitfahren kann, beschließt, die Kanufahrer zu Fuß am Ufer zu begleiten. Nach mehreren gemeinsamen Pausen hat niemand etwas dagegen, dass sie schließlich doch im Kanu mitfährt. Durch eine Unachtsamkeit kentert jedoch das Boot. Purzel wehrt sich heftig, doch Frank gelingt es, sie aus dem Wasser zu ziehen. Sie erreichen alle das rettende Ufer. An dieser Stelle setzt der sechs Jahre später erschienene Roman Frank und Irene inhaltlich an.